# Абдрашитов, Хамза Закиевич
Хамза Закиевич Абдраши́тов (род. 5 июня 1954, Каралачик, Башкирская АССР) — советский и российский хирург, организатор здравоохранения, изобретатель. Доктор медицинских наук (2001), профессор (2003). Заслуженный врач Республики Башкортостан (1992), отличник здравоохранения СССР (1991). В 1997 году — главный хирург Минздрав РБ.
Научные исследования посвящены усовершенствованию хирургических методов лечения язвенной болезни желудка и двенадцатиперстной кишки, изучению микроциркуляции крови в зоне анастомозов (желудочно-кишечного соустья). Один из инициаторов внедрения в лечебную практику метода мини-лапаротомии.

## Образование
- Башкирский государственный медицинский университет (1978)
- в 1996 г. защитил кандидатскую диссертацию
- в 2000 г. защитил докторскую диссертацию.

## Научная деятельность
В 1978 г. — работал в медсанчасти НГДУ «Ишимбайнефть» г. Ишимбая хирургом, травматологом. С 1984 г.- заведующий хирургическим отделением Ишимбайской центральной районной больницы. С 1986 г. — главный врач г. Ишимбая и Ишимбайского района.
С 1997 г. — главный хирург Министерства здравоохранения Республики Башкортостан.
С 1999 г. — заместитель главного врача по хирургии РКБ. С 2001 г. — профессор кафедры госпитальной хирургии БГМУ, с 2002 — главный врач республиканского кардиологического диспансера, одновременно преподаёт в БГМУ.
За годы работы в Ишимбае при непосредственном его участии были построены медсанчасть ИЗТМ, лечебно-физкультурный диспансер, открыт филиал Детской объединённой больницы, психо-неврологический диспансер.
При работе главврачом республиканского кардиологического диспансера проведены уникальные для республики операции. В 2002—2005 гг. в республиканском кардиологическом диспансере под руководством д. м. н. Абдрашитова Хамзы Закиевича получили дальнейшее развитие материально-техническая база, диагностическая и лечебно-профилактическая работа